# Аваз Отар-огли
Ава́з Ота́р Огли́ (15 серпня 1884, Хіва, Хіванське ханство — 1919, Хіва, Хіванське ханство) — узбецький поет, демократ-просвітитель.

## Літературна діяльність
У сатиричних віршах Аваз викривав гнобителів народу, духівництво («Два шейхи», «Про ішанів», цикл «Такий-то» та інші). Переслідування не зломили волі Аваза до боротьби проти деспотизму, його любові до простих людей. Вірші Аваза 1915—17 («Варвари», «Народ», «Свобода», «Мова», «Улемам», «Чиновникам») сповнені віри в майбутнє народу.

## Твори
- Узбецькою мовою — Танланган асарлар. Тошкент, 1956;
- Переклад російською — Избранные произведения. Ташкент, 1951.